# Japán-tenger
A Japán-tenger [vagy Japán (Keleti)-tenger] (japánul: 日本海) egy félig körülzárt tenger, amelyet nyugatról az ázsiai kontinens (Észak-Korea, Dél-Korea és Oroszország), keletről pedig Japán (Hokkaidó és Honsú szigetek) és Szahalin szigete határol. Dél-Koreában a hivatalos neve Keleti-tenger, Északon pedig Kelet-koreai-tenger néven ismerik. Délről a Koreai-szoros választja el a Sárga-tengertől, északon pedig a La Pérouse-szoros az Ohotszki-tengertől.